# Carmen Bernis Madrazo
Carmen Bernis Madrazo (Salamanca, 1 de noviembre de 1919-Madrid, 1 de julio de 2001) fue una investigadora e historiadora del arte española.

## Trayectoria
Hija de Rosa Madrazo y del jurista Francisco Bernis Carrasco, nació en 1919 en Salamanca. Estudió bachillerato en Madrid en el Instituto-Escuela, y se licenció en Historia en la Universidad Central de Madrid. Desde 1945, fue ayudante de la Cátedra de Historia del Arte de Diego Angulo Íñiguez, a quien consideró su mentor, y becaria del Instituto Diego Velázquez del Consejo Superior de Investigaciones Científicas (CSIC), iniciando sus trabajos en la historia del traje en España y Europa.
Su tesis doctoral titulada Indumentaria femenina en tiempo de los Reyes Católicos presentada en 1952 fue premio extraordinario y le fue concedido el premio Luis Vives del CSIC. En 1953, fue colaboradora del Centro Internacional delle Arti e del Costume, en Roma, donde redactó un inventario de piezas relevantes de la vestimenta española histórica y popular participando en el proyecto de bases de la "Bibliografía crítica internacional del traje". En 1958, obtuvo una beca de la Real Academia de la Historia para trabajar en la Lipperheidesche Kostümbibliotek de Berlín, y en 1960 el gobierno francés la designó como becaria para trabajar en el Cabinet des Estampes de la Biblioteca Nacional de Francia.
Catedrática numeraria de bachillerato en el Instituto Nuestra Señora de la Almudena de Madrid desde 1957 y pedagoga apasionada, impartió clases de Historia del Arte durante 29 años siguiendo la tradición didáctica de la Institución Libre de Enseñanza. Estuvo largos años ligada al instituto Diego Velázquez (1944-1969) donde en la colección Artes y Artistas publicó varios libros: La indumentaria medieval española (1956), Indumentaria española en tiempos de Carlos V (1962), y Trajes y modas en la España de los Reyes Católicos, en dos tomos aparecidos en 1978 (Mujeres) y 1979 (Hombres). Participó activamente en la revista Archivo Español de Arte, donde fue responsable de su sección Bibliográfica y publicó numerosos artículos. Fue también miembro de la Sociedad Hispánica de América.
Bernis mostró especial interés por la pintora Sofonisba Anguissola, a la que en sus investigaciones consideraba autora del cuadro de Catalina Micaela del Museo del Prado, tradicionalmente atribuido a Alonso Sánchez Coello, y de la La dama del armiño, o Dama de Glasgow, atribuida a El Greco. En el último año de su vida publicó el libro El traje y los tipos sociales en el Quijote, culminación de un extenso trabajo rastreando en los documentos contemporáneos de Miguel de Cervantes, tanto escritos (literatura, libros de viajes, tres libros de patrones de sastres publicados entre 1560 y 1640) como los que ofrecen las artes figurativas, la información necesaria para poner ante nuestros ojos la imagen de los personajes cervantinos.
Sus trabajos han trazado la historia de la indumentaria española medieval, renacentista y barroca, contribuyendo a establecer, a través de la moda, fechas y autorías de diversas obras de arte.

## Reconocimientos
En 2020, fue incluida dentro del proyecto “Mujeres Investigadoras en los Archivos Estatales (1900-1970)” para la descripción archivística y creación de un micrositio específico en el Portal de Archivos Españoles (PARES), desarrollado entre 2020-2023. Este proyecto ha sido impulsado por la Subdirección General de Archivos Estatales, con el objetivo visibilizar la labor de investigación realizada en España por las mujeres en el intervalo 1900-1970 partiendo de los registros documentales que se conservan en los Archivos de Gestión de los AAEE del Ministerio de Cultura (el Archivo Histórico Nacional, el Archivo de la Corona de Aragón, el Archivo General de Simancas, el Archivo General de Indias, el Archivo de la Real Chancillería de Valladolid, el Archivo General de la Administración y el Centro de Información Documental de Archivos).

## Obra
- La indumentaria medieval española 1956. Instituto Diego Velázquez, ISBN 978-84-00644-0
- Indumentaria española en tiempos de Carlos V. Instituto Diego Velázquez 1962, ISBN 2172-2722
- Trajes y modas en la España de los Reyes Católicos, Tomo I Mujeres. Instituto Diego Velázquez, 1978, ISBN 84-0003781-2
- Trajes y modas en la España de los Reyes Católicos, Tomo II Hombres. Instituto Diego Velázquez, 1979, ISBN 84-00-04453-3
- Los trajes populares en Gonzalo Menéndez Pidal, en La España del siglo XIX vista por sus contemporáneos Vol II, 1989, ISBN 84-259-0801-9, pp. 417-440
- El vestido y la moda en La cultura del renacimiento: 1480-1580 / coord. por Víctor García de la Concha, 1999, ISBN 84-239-8912-7, pp. 153-174
- Una pintura italiana erróneamente atribuida al Greco: "La Dama del Armiño, de Glasgow", en El Greco in Italy and Italian art, 1999 Univesity of Creta, ISBN 960-85468-8-5, pp. 185-208
- El traje y los tipos sociales en el Quijote. Ed. El Viso, Madrid, 2001 ISBN 84-9524117-X
- Tapicería Hispano Musulmana (S. XIII y XIV). Archivo Español de Arte Tomo XXIX, núm. 114, 1956. pp. 95-105
- Modas moriscas en la sociedad cristiana española del siglo XV y principios del XVI. Boletín de la Real Academia de la Historia, Tomo CXLIV, II, 1959. pp. 199-228
- Modas medievales españolas en el renacimiento europeo. Zeitschrift für historiche Waffen und Kostumkunde, Múnich, Helf, 1.2,1959.
- Échanges pendant la Renaissance entre les modes espagnoles et les modes de l'Europe centrale et orientale. Actes de XXII Congrès Internacional d'Histoire de l'art. 1969, pp. 705-713.
- Las Cántigas: la vida en el S. XIII según la representación iconográfica. (II) traje, aderezo, afeites. Gonzalo Menéndez Pidal, Carmen Bernis Madrazo. Cuadernos de La Alhambra, ISSN 0590-1987, núms. 15-17, 1979-1981, págs. 89-154
- El vestido francés en la España de Felipe IV. Archivo Español de Arte, ISSN 0004-0428, Tomo 55, núm. 218, 1982, pp. 201-208
- Las pinturas de la sala de los Reyes de la Alhambra: los asuntos, los trajes, la fecha. Cuadernos de La Alhambra, ISSN 0590-1987, núm. 18, 1982, pp. 21-50
- El traje de viudas y dueñas en los cuadros de Velázquez y su escuela. Madrid, 1982. Instituto Diego Velázquez. Volumen Homenaje Profesor D. Diego Angulo Íñiguez
- La 'Dama del armiño' y la moda. Archivo Español de Arte, ISSN 0004-0428, Tomo 59, núm. 234, 1986, pp. 147-170
- El traje de la Duquesa Cazadora tal como lo vio Don Quijote, Revista de dialectología y tradiciones populares, ISSN 0034-7981, Cuaderno 43, 1988, pp. 59-66
- La moda en la España de Felipe II a través del retrato de corte, Alonso Sánchez Coello y el retrato en la corte de Felipe II. [Exhib. Cat.] Madrid: Museo del Prado, 1990, pp. 65-111
- Alonso Cano, vestido de clérigo, retratado por Velázquez. Actas del Symposium Internacional Velázquez, Sevilla, 8-11 de noviembre de 1999, 2004, ISBN 8482664573, pp. 197-200